# Loughman
Loughman és una concentració de població designada pel cens dels Estats Units a l'estat de Florida. Segons el cens del 2000 tenia 1.385 habitants.

## Demografia
Segons el cens del 2000, Loughman tenia 1.385 habitants, 546 habitatges, i 369 famílies. La densitat de població era de 143,8 habitants/km².
Dels 546 habitatges en un 25,6% hi vivien nens de menys de 18 anys, en un 52,9% hi vivien parelles casades, en un 10,4% dones solteres, i en un 32,4% no eren unitats familiars. En el 23,8% dels habitatges hi vivien persones soles el 6,8% de les quals corresponia a persones de 65 anys o més que vivien soles. El nombre mitjà de persones vivint en cada habitatge era de 2,54 i el nombre mitjà de persones que vivien en cada família era de 3.
Per edats la població es repartia de la següent manera: un 23,7% tenia menys de 18 anys, un 7,1% entre 18 i 24, un 29,5% entre 25 i 44, un 23,6% de 45 a 60 i un 16% 65 anys o més.
L'edat mediana era de 38 anys. Per cada 100 dones de 18 o més anys hi havia 100,6 homes.
La renda mediana per habitatge era de 31.445 $ i la renda mediana per família de 34.063 $. Els homes tenien una renda mediana de 20.160 $ mentre que les dones 15.565 $. La renda per capita de la població era de 14.205 $. Entorn del 14% de les famílies i el 18% de la població estaven per davall del llindar de pobresa.

## Poblacions més properes
El següent diagrama mostra les poblacions més properes.